# 14 Samodzielny Batalion Piechoty Zmotoryzowanej (Ukraina)
14 Samodzielny Batalion Piechoty Zmotoryzowanej „Czerkasy” – batalion Wojsk Lądowych Ukrainy, podporządkowany 55 Samodzielnej Brygadzie Artylerii im. gen. płk. Wasyla Petrowa. Jako batalion obrony terytorialnej brał udział w konflikcie na wschodniej Ukrainie. Batalion stacjonuje w obwodzie czerkaskim.

## Wykorzystanie bojowe
Z początkiem lipca 2014 roku batalion otrzymał zadanie ochrony granicy państwowej w rejonie podilskim w obwodzie odeskim. Do strefy walk batalion został wysłany we wrześniu. 9 września ponad czterystu żołnierzy batalionu, którzy stacjonowali pod Wołnowachą w obwodzie donieckim, napisało pisemny raport o odmowie wykonania zadania wysłania ich na front. W odpowiedzi na pismo, rzecznik prasowy ATO Ołeksij Dmytraszkowskyj nazwał żołnierzy Czerkasów tchórzami i stwierdził, że uchylają się od służby, ponieważ nie byli do niej przygotowani psychicznie. 10 września jeden z żołnierzy batalionu powiedział w wywiadzie, że już pięciu jego kompanów zostało rannych, a trzy dni później komisarz wojskowy obwodu czerkaskiego J. Kurbet potwierdził, że batalion wziął już udział w dwóch bitwach. 1 października, w wyniku ostrzału pozycji batalionu z moździerzy, dwóch jego członków odniosło rany, a dzień później w strefie walk zginęło jeszcze dwóch żołnierzy. Od 26 października Czerkasy znowu stacjonowały pod Wołnowachą. 22 listopada jeden z żołnierzy był raniony odłamkami eksplodującego fugasa. 24 stycznia 2015 roku Czerkasy wycofano ze strefy walk, a żołnierzom udzielono urlopów wypoczynkowych.